# Peter Wühn
Peter Wühn (* 6. März 1938; † 25. März 2019) war ein deutscher Fußballspieler. Für Dynamo Dresden spielte er 1962/63 in der DDR-Oberliga, der höchsten Spielklasse im DDR-Fußball.

## Sportliche Laufbahn
Bis 1957 (Kalenderjahr-Saison) spielte Peter Wühn bei der Betriebssportgemeinschaft (BSG) Motor Süd Brandenburg in der drittklassigen II. DDR-Liga. 1958 wechselte er innerhalb der II. DDR-Liga zur Ost-Berliner SG Dynamo Hohenschönhausen. Nachdem er der SG 1959 zum Aufstieg in die I. DDR-Liga verholfen hatte, übernahm ihn die Dresdner SG Dynamo, die bereits in der I. DDR-Liga etabliert war. Dort erspielte sich Wühn mit 24 Einsätzen in den 26 ausgetragenen Ligaspielen sofort einen Platz in der Stammelf. Diesen verteidigte er souverän auch in der Saison 1961/62, in der wegen des Wechsels zum Sommer-Frühjahr-Spielrhythmus 39 Punktspiele ausgetragen wurden. Wühn wurde in 38 Begegnungen aufgeboten und kam auch einmal zum Torerfolg, seinem einzigen im höherklassigen Fußball. Dynamo Dresden schaffte in dieser Spielzeit den Aufstieg in die DDR-Oberliga und nominierte Wühn für die Saison 1962/63 als Abwehrspieler. Als solcher wurde er auch von Anfang an in den Oberligaspielen eingesetzt und absolvierte sämtliche Begegnungen bis zum 19. Spieltag. Anschließend erschien er nicht mehr im Aufgebot von Dynamo Dresden und trat auch nie mehr im höherklassigen Fußball in Erscheinung.